# Cieśnina Magellana

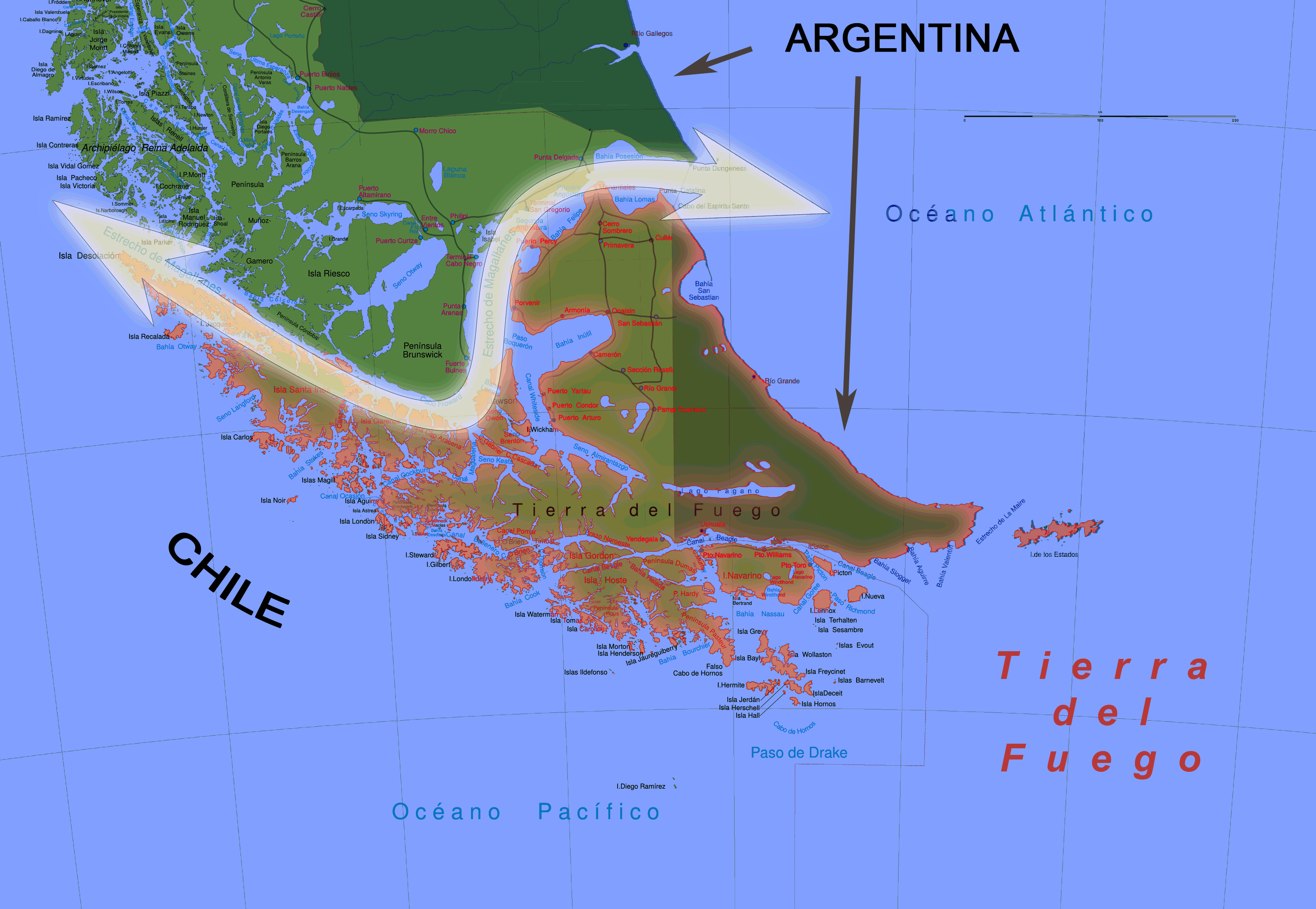

Cieśnina Magellana (hiszp. Estrecho de Magallanes) – cieśnina pomiędzy kontynentem Ameryki Południowej, Wyspami Królowej Adelajdy, wyspą Riesco a wyspami Ziemi Ognistej, łącząca Ocean Atlantycki z Oceanem Spokojnym.
Długość ponad 550 km, szerokość 2,2–45 km, maksymalna głębokość – 1180 m, rozwinięta linia brzegowa (wysokie, skaliste brzegi, liczne wyspy, półwyspy i zatoki). Główny port – Punta Arenas na półwyspie Brunswick.
Cieśnina Magellana stanowi międzynarodowy szlak żeglugowy – oznacza to, że rząd Chile nie może ograniczać swobody żeglugi na tym akwenie; kursowanie statków utrudniają liczne mielizny i skały podwodne, porywiste wiatry zachodnie, silne pływy (12 m u wejścia z Atlantyku, 2,1 m u wyjścia na Pacyfik) i prądy pływowe.
Cieśninę nazwano na cześć Ferdynanda Magellana, który odkrył ją i przepłynął w 1520 roku podczas podróży dookoła świata (nazwał ją wówczas, na pamiątkę wpłynięcia w nią 1 listopada, Cieśniną Wszystkich Świętych).
Cieśnina straciła na znaczeniu żeglugowym po wybudowaniu Kanału Panamskiego. W 1881 roku status prawny cieśniny został określony w bilateralnym traktacie Argentyna-Chile. Traktat wprowadzał następujące zasady:
- wolność żeglugi zarówno dla statków handlowych, jak również okrętów wszystkich bander w dzień i w nocy, w czasie pokoju i w czasie wojen
- demilitaryzacja cieśniny
- neutralizacja cieśniny

Status prawny cieśniny ewoluował, gdyż oba państwa 10 grudnia 1941 roku podpisały kolejny traktat, uchylając zasadę neutralizacji i wprowadzając zakaz żeglugi w nocy. Po zakończeniu wojny nastąpił powrót do statusu quo ante. Cieśnina o statusie specjalnym w zasadzie w najszerszym zakresie uwzględnia interesy żeglugi.

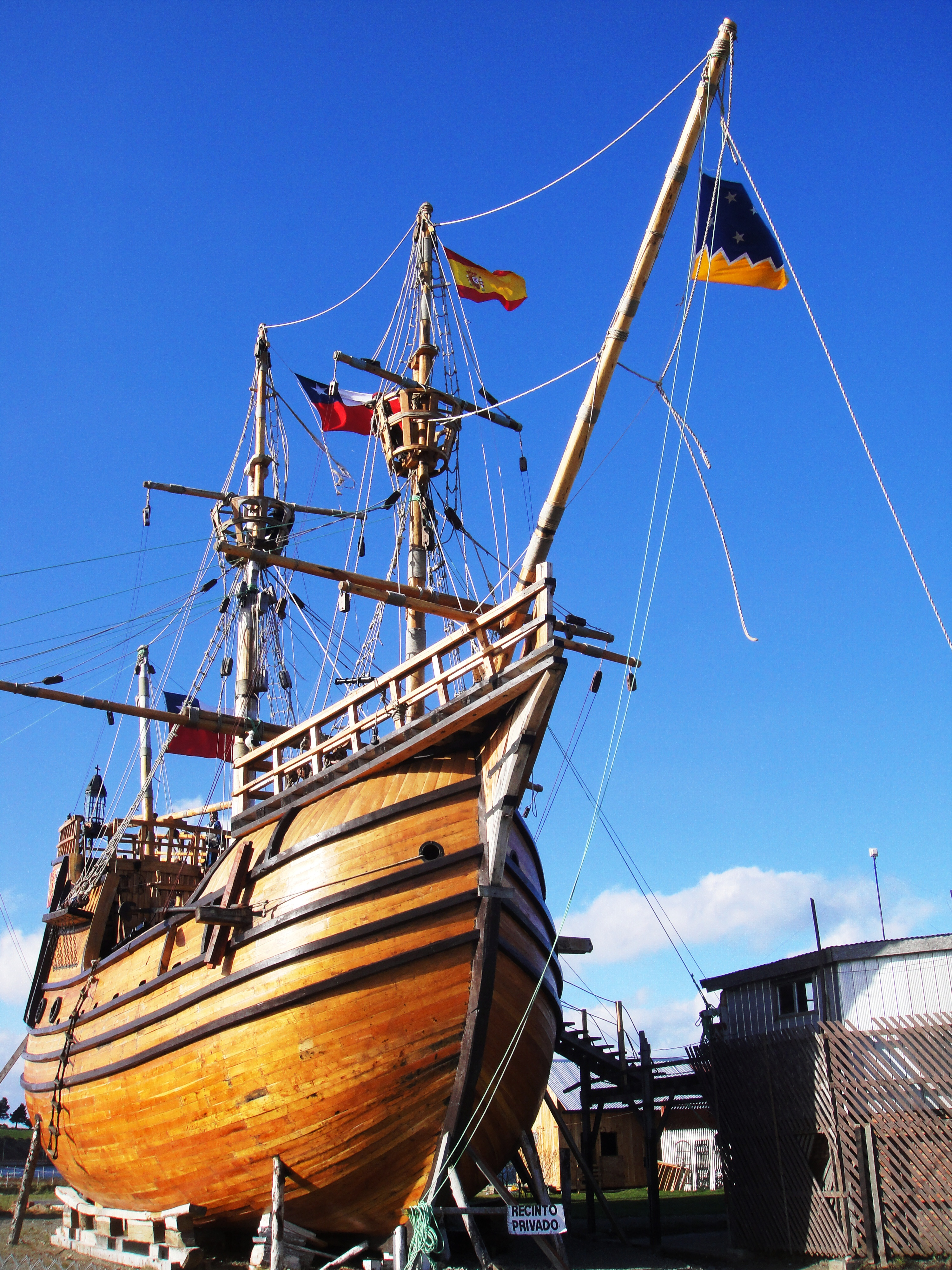
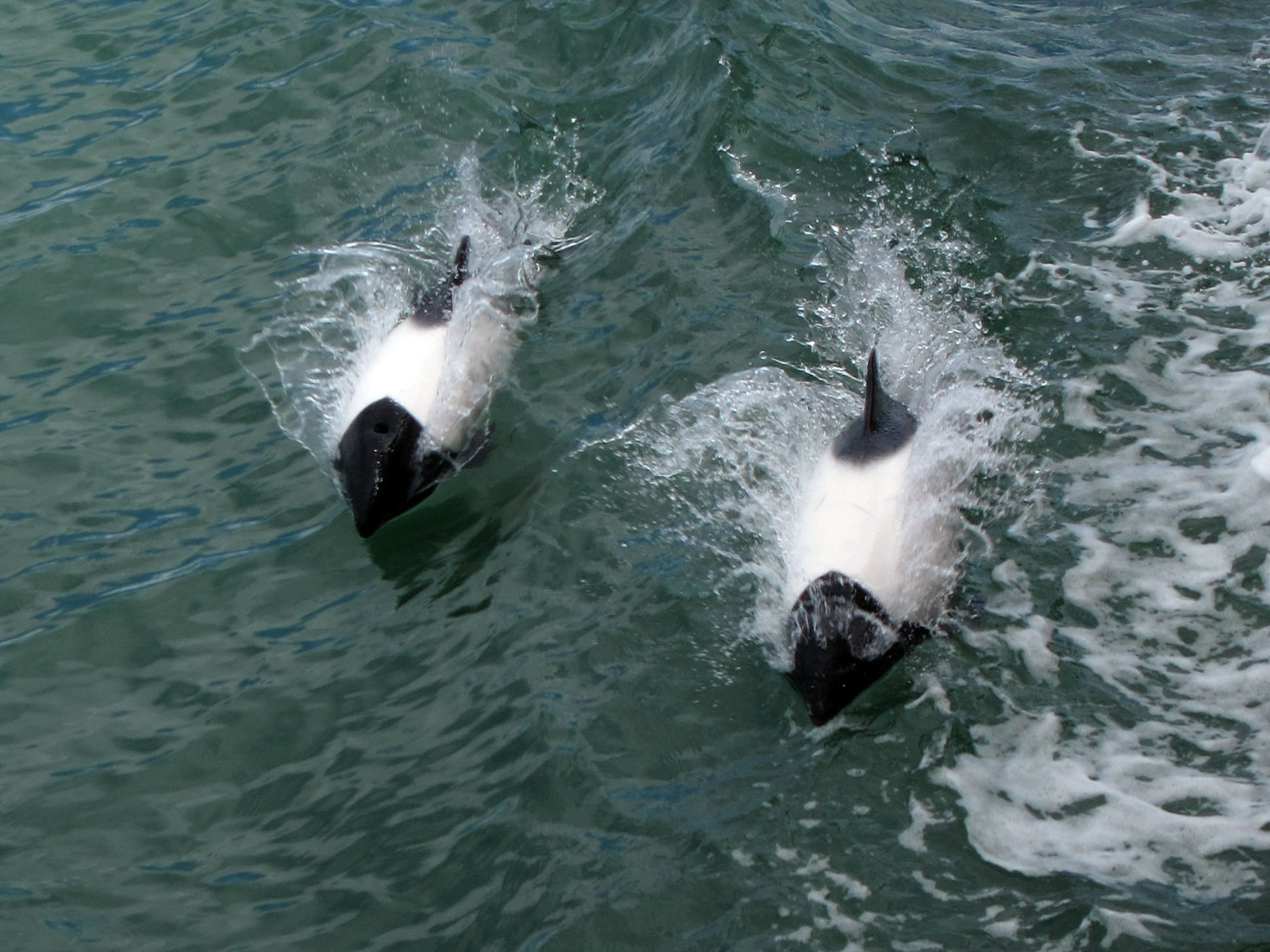
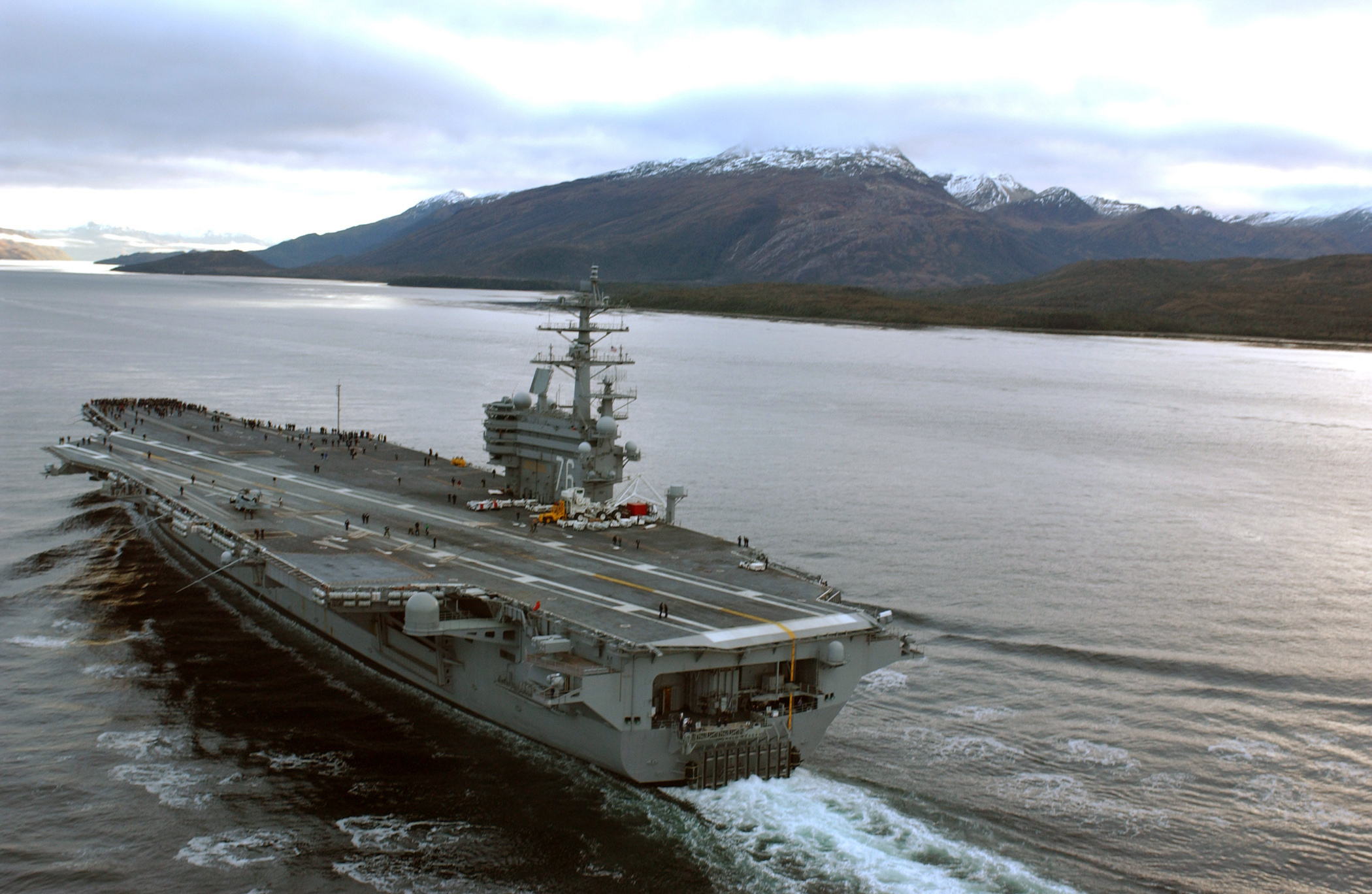
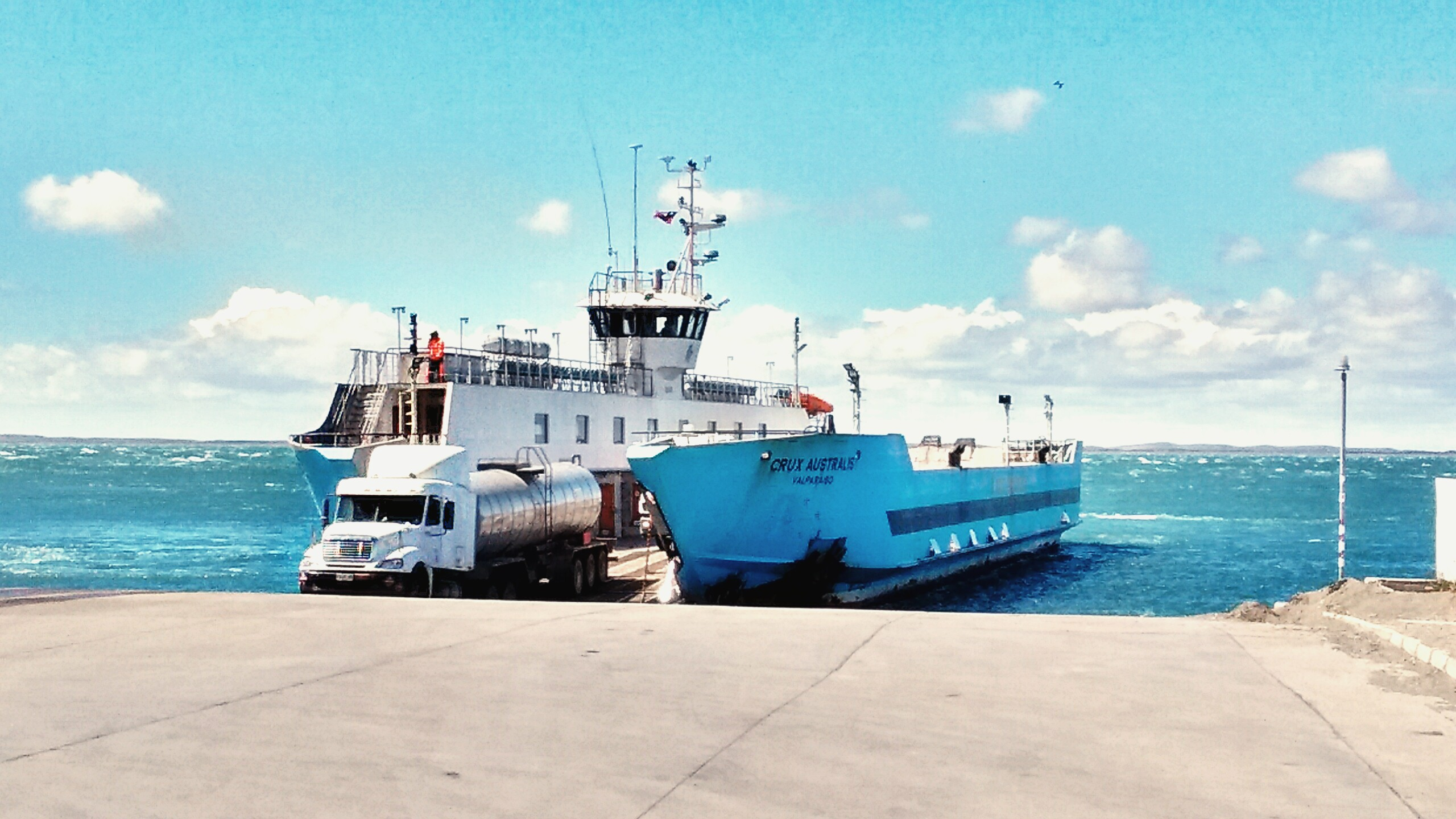